# واسکو فرناندز (بازیکن فوتبال)
واسکو فرناندز (انگلیسی: Vasco Fernandes؛ زادهٔ ۱۲ نوامبر ۱۹۸۶) بازیکن فوتبال اهل پرتغال است.
از باشگاه‌هایی که در آن بازی کرده‌است می‌توان به باشگاه فوتبال لیتشوئس، باشگاه فوتبال سلتاویگو، باشگاه فوتبال بوردو، باشگاه فوتبال آریس سالونیک، باشگاه فوتبال الچه، باشگاه ورزشی اولیاننسه، و باشگاه فوتبال بیرامار اشاره کرد.
وی همچنین در تیم‌های ملی فوتبال زیر ۱۹ سال پرتغال، زیر ۲۰ سال پرتغال، زیر ۲۱ سال پرتغال، و زیر ۲۳ سال پرتغال بازی کرده‌است.